# 函館市企業局上下水道部

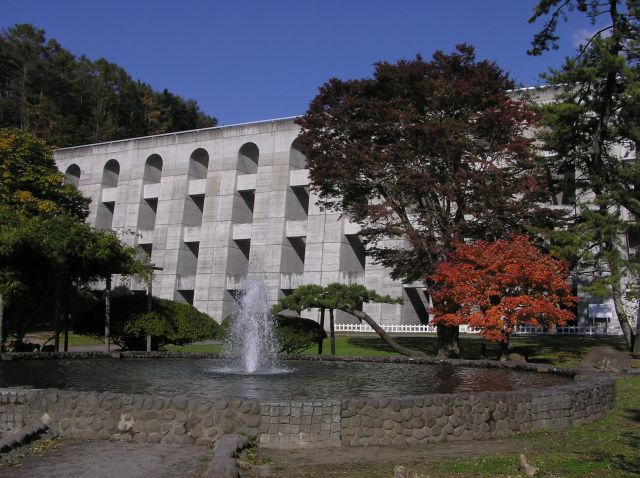
日本初のバットレスダム「笹流ダム」

函館市企業局上下水道部 (はこだてしきぎょうきょくじょうげすいどうぶ) は北海道函館市の公営企業である函館市企業局の、水道事業・温泉事業・下水道事業を行っている部局である。横浜についで日本で2番目に近代的水道事業を行ったとされているが、市来知（いちきしり、現・北海道三笠市）の空知集治監の囚人の手によるものが2番目との説がある。三笠市#観光の節も参照。
2011年（平成23年）3月31日までは函館市水道局の名称であったが、4月1日に交通局（現、函館市企業局交通部）との統合による企業局発足で現在の名称となった。

## 概要
上水道
昔、函館は水源となる河川がなく、水の確保に苦労をしてきた歴史がある。元々梁川交通公園の裏手付近より亀田村に流れ込み、亀田八幡宮の森を通って北洋銀行万代町支店付近で函館港に注いでいた亀田川を1859年（安政6年）、青森県下北郡川内村(現在のむつ市)の願乗寺の僧侶、堀川乗経が中心となり函館方面へ分流させた。しかし、年々土砂を運び港内を埋め、1877年（明治10年）ごろからコレラなど伝染病が出始めたので、西洋の近代的水道を建設することになった。1889年開通、日本で横浜につぐ2番目の近代式水道となった。市内の元町配水場の地下にある配水池は当時からのものである。おおもとの水を貯めるのはイタリアにあるダムを参考にした日本で初めてのバットレスダム「笹流ダム」（第2次拡張事業の一環として）で、見所である。
下水道
下水道は函館区（現・函館市）が市街地の一部で1907年（明治40年）から1909年（明治42年）に自然流下方式による載頭卵型コンクリート側溝を整備したのが始まりである。しかし旧態依然とした明渠または暗渠を通じて河川や周辺海域に直接放流されるままで、それが深刻な水質汚濁問題を引き起こした。特に高度経済成長時代の1970年代から顕著となる。当時の水質調査データから、亀田川中流部での汚濁はもっとも深刻であった。1980年代は改善したものの、バブル経済期の1990年（平成2年）直後に再び悪化、2002年（平成14年）まで亀田川河川内での自然浄化能力を超過していた。1973年（昭和48年）の旧・亀田市の函館市編入による（亀田川の扇状地上の）急速な市街化（宅地化）が原因とされる。事実、函館市役所本庁管内の世帯数は1965年（昭和40年）をピークにそれ以降減少傾向、湯川支所管内は1980年（昭和55年）をピークに停滞傾向、1973年（昭和48年）の函館・亀田両市境界線が消滅した瞬間、まるで堰を切ったかのように人口の旧・亀田市（亀田支所管内）への大移動が始まった。合併後の数年間はちょうど核家族化、マイホームブームが進行した時代だった。
住宅評論家の櫻井幸雄によると、マイホームブームと言われたのは昭和後期、1970年代から1980年代。昭和後期は郊外の庭付き一戸建てが夢のマイホームと呼ばれた時代だった。なお、1990年代のバブル経済期以降は都心マンションが人気になる。

## 歴史
- 1889年（明治22年） - 近代的水道が完成
- 1896年（明治29年）10月30日 - 第1次拡張事業完成
- 1922年（大正11年） -  函館が市政施行により函館区から函館市になる
- 1923年（大正12年）12月 - 日本初のバットレスダム、笹流ダム完成
- 1923年（大正13年）3月31日 - 第2次拡張事業完成
- 1923年（大正13年） - 水道課として組織が確立
- 1927年（昭和2年）11月25日 - 龜田村へ市外給水開始
- 1935年（昭和10年）5月17日 - 湯川村字柏野、滝の沢他、龜田村字赤川通へ市外給水開始
- 1939年（昭和14年）12月15日 - 湯の川温泉根崎地区にてドライアイス製造の許可を受ける（函館市営炭酸製造所）
- 1944年（昭和19年）10月31日 - 銭亀沢村字根崎へ市外給水開始
- 1950年（昭和25年）3月31日 - 第3次拡張事業完成
- 1952年（昭和27年）10月1日 - 函館市公営事業組織条例により水道部が函館市水道局となる
- 1953年（昭和28年）2月16日 - 市営谷地頭温泉開業
- 1960年（昭和35年）9月21日 - 中野ダム完成[7]
- 1963年（昭和38年）3月31日 - 第4次拡張事業完成
- 1965年（昭和40年）1月 - 銭亀沢村字根崎、高松へ市外供給開始
- 2001年（平成13年） - 函館市の水道施設群として元町配水場、笹流ダムが「土木学会選奨土木遺産2001」に認定される[8]
- 2011年（平成23年）4月1日 - 函館市交通局と統合し、函館市企業局上下水道部となる

## 主な施設

### 上水道施設
- ダム - 亀田川水系のみにある。汐泊川本流にある矢別ダムは洪水調整用であり上下水道部の所有管理ではない。亀田川水系からの取水量は1日7万立方メートル。旧亀田市域にある。
  - 笹流ダム - 亀田川支流笹流川にある日本初のバットレスダム。水は亀田川本流からのものも加わる。
  - 新中野ダム - 亀田川本流。重力式コンクリートダム。
- 取水場
  - 松倉川取水場 - 松倉川より取水し、赤川低区浄水場および旭岡浄水場へ送られる。1日あたりの取水量は4万立方メートル。旧湯川町域にある。
  - 汐泊川取水場 - 汐泊川より取水し、旭岡浄水場へ送られる。1日あたりの取水量は4万5千立方メートル。旧亀尾村域にある。
- 浄水場[9]
  - 赤川低区浄水場 - 亀田川と松倉川の水を浄水。緩速ろ過池による浄水をおこなっている。
  - 赤川高区浄水場 - 亀田川の水を浄水。
  - 旭岡浄水場 - 松倉川と汐泊川の水を浄水。
  - 戸井浄水場 - 戸井地域の浄水場。
  - 日浦浄水場 - 恵山地域の浄水場。
  - 大澗浄水場 - 恵山地域の浄水場。
  - 日ノ浜浄水場 - 恵山地域の浄水場。
  - 椴法華浄水場 - 椴法華地域の浄水場。
  - 古部浄水場 - 南茅部地域の浄水場。
  - 木直浄水場 - 南茅部地域の浄水場。
  - 尾札部浄水場 - 南茅部地域の浄水場。
  - 臼尻浄水場 - 南茅部地域の浄水場。
  - 大船浄水場 - 南茅部地域の浄水場。

- 配水場

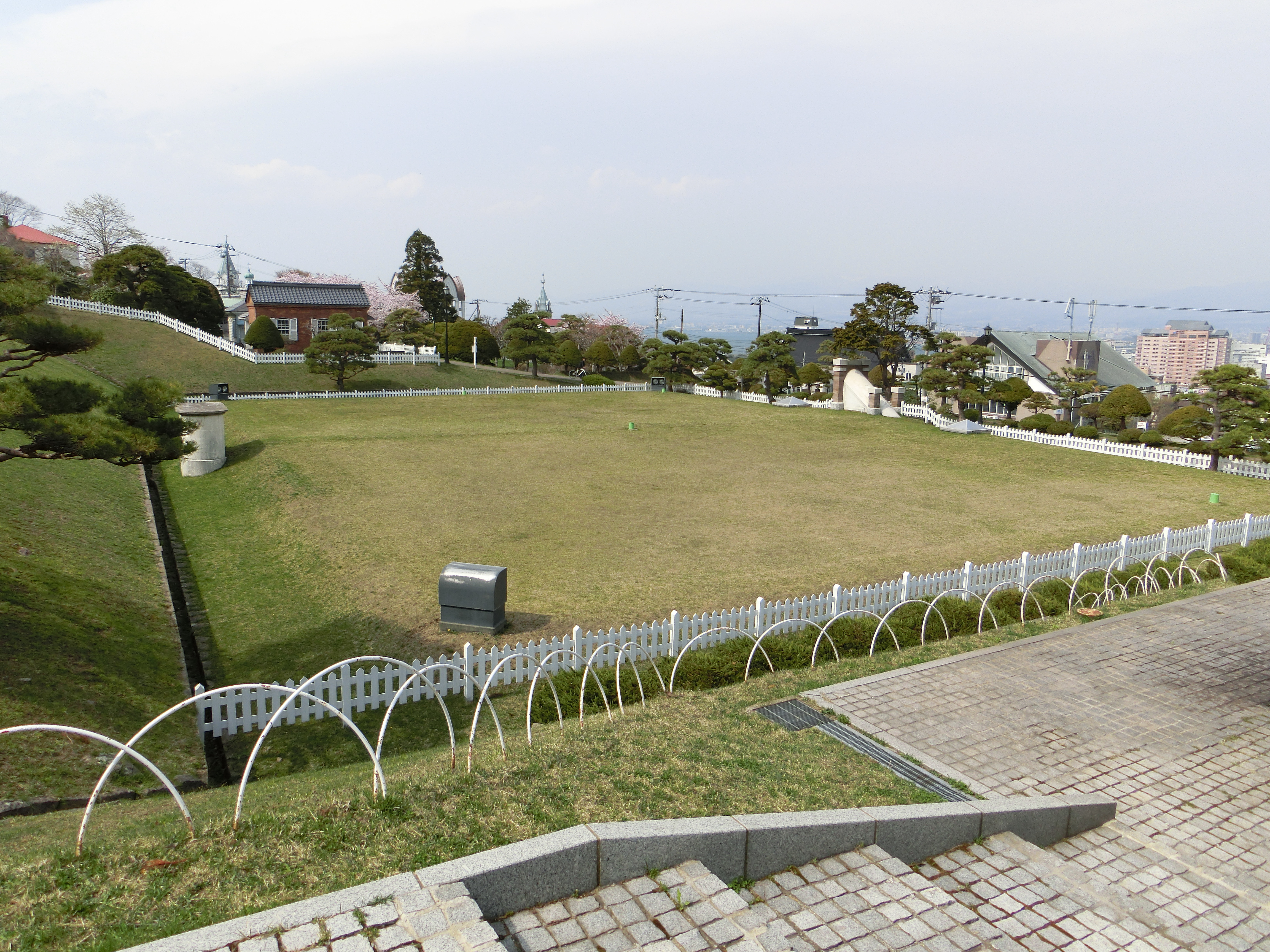
中区配水池

  - 元町配水場 - 中区配水池、高区配水池の二つの配水池がある。中区配水池は日本最古の配水池で今も現役。近代水道百選（中区配水池）、土木学会選奨土木遺産、近代化産業遺産群に選ばれている。函館山周辺の市民約2万人に供給。一般開放している[10]。

### 下水道施設
流域関連公共下水道函館湾処理区
- 雨水ポンプ場
  - 大手ポンプ場[11]
  - 港ポンプ場[11]

函館市単独公共下水道南処理区
- 下水処理場
  - 南部下水終末処理場[11]
- 汚水ポンプ場
  - 湯の川ポンプ場[11]
  - 宇賀浦中継ポンプ場[11]
  - 志海苔ポンプ場[11]
- 雨水・汚水ポンプ場
  - 住吉ポンプ場[11]

## その他

### 料金徴収
企業局の発足に際し、料金徴収業務は上下水道部でなく管理部徴収管理課の管轄で民間委託されている。

### ドライアイス製造
湯の川温泉根崎地区（旧・根崎温泉地区）にて湯の川温泉の温泉水と同時に湧出する火山性と考えられる二酸化炭素を利用してドライアイスの製造を行っていた。1939年（昭和14年）12月15日に事業を許可される（函館市営炭酸製造所）。発案者はのちの函館市長の吉谷一次。1972年（昭和47年）6月にフル生産が行われており、1時間当たり220kgの液化炭酸を生産した。

### 文化
1989年（平成元年）西部地区の元町公園の公共下水道マンホールに市の魚イカのデザインマンホール蓋を設置、戸井地域（旧・戸井町）には合併前の2001年（平成13年）に町の魚「タコ」を設置した。